# Vic Saludar
Vic Saludar est un boxeur philippin né le 3 novembre 1990 à Polomolok.

## Carrière
Passé professionnel en 2013, il remporte la ceinture de champion du monde des poids pailles WBO le 13 juillet 2018 en s'imposant aux points contre Ryuya Yamanaka. Saludar conserve son titre le 26 février 2019 en battant aux points Masataka Taniguchi avant d'être à son tour battu par Wilfredo Mendez le 24 août 2019.

## Référence
1. ↑  (en) Ryuya Yamanaka  vs. Vic Saludar (boxrec.com)